# セシル・スコット・フォレスター

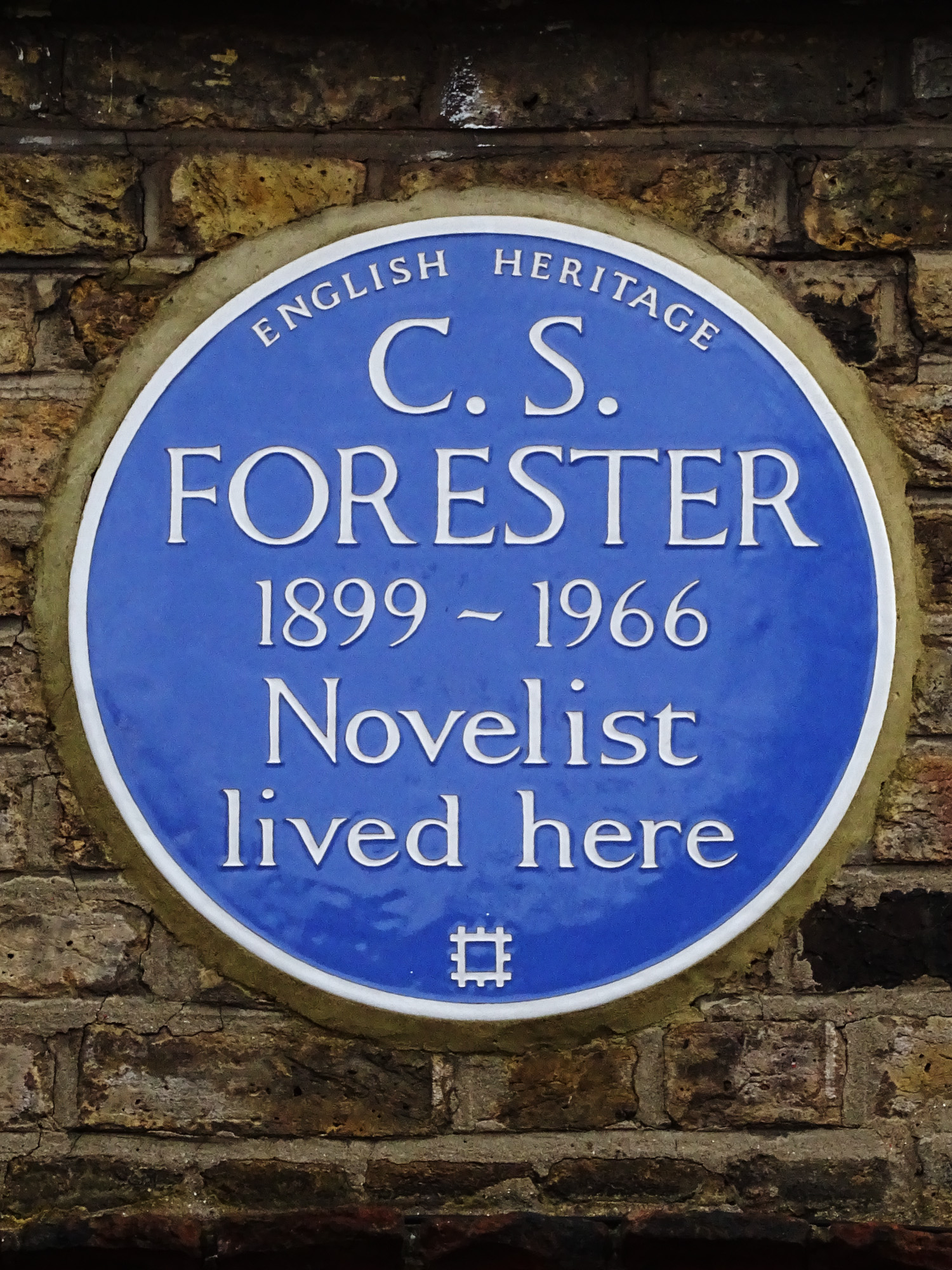

セシル・スコット・フォレスター（Cecil Scott Forester、1899年8月27日 - 1966年4月2日）は、海軍をテーマとした冒険小説で有名なイギリスの小説家。本名、セシル・ルイス・トラウトン・スミス（Cecil Louis Troughton Smith）。ナポレオン・ボナパルトのころの海戦を描いた、11巻からなるホーンブロワーシリーズで最も知られている。また、『アフリカの女王』(1935年)はジョン・ヒューストンが1951年に映画化した。

## 生涯
カイロで生まれたフォレスターは、両親の離婚、極秘結婚、消耗性疾患など複雑な生涯を過ごした。ロンドンの大学で医学を学んだが中退。1926年、キャスリン・ベルチャーと結婚し、2人の息子を得たが、1945年に離婚。長男のジョン・フォレスターはサイクリング活動家であり、父の伝記も執筆した。1947年、フォレスターは極秘にドロシーという女性と結婚。第二次世界大戦中は、彼は戦争でのイギリスとアメリカ合衆国の同盟を成功させるためのプロパガンダ活動に従事し、カリフォルニア州のバークリーに移り住んだ。彼は長年にわたって動脈硬化症に悩まされた。
ホーンブロワーシリーズの人気は時と共に大きくなっていった。ともに歴史上の実在するイギリス海軍提督トマス・コクランをモデルとするパトリック・オブライアンの『英国海軍の雄 ジャック・オーブリーシリーズ』と比肩される。だがBrian Perett は James Alexander Gordon がホーンブロワーのモデルであるとして、その伝記を執筆した（The Real Hornblower: The Life and Times of Admiral Sir James Gordon, GCB, ISBN 1557509689）。

## 主な著書
- 海の男/ホーンブロワー・シリーズ（物語順、原著発行年を付記）
  - 『海軍士官候補生』Mr. Midshipman Hornblower (1950年)
  - 『スペイン要塞を撃破せよ』 Lieutenant Hornblower (1952年)
  - 『砲艦ホットスパー』 Hornblower and the Hotspur (1962年)
  - 『トルコ沖の砲煙』 Hornblower and the Atropos (1953年)
  - 『パナマの死闘』The Happy Return (1937年)
  - 『燃える戦列艦』 Ship of the Line (1938年)
  - 『勇者の帰還』 Flying Colours (1938年)
  - 『決戦！ バルト海』The Commodore (1945年)
  - 『セーヌ湾の反乱』 Lord Hornblower (1946年)
  - 『海軍提督ホーンブロワー』Admiral Hornblower in the West Indies (1958年)
  - 『ナポレオンの密書』 Hornblower During the Crisis (1967年)：未完
- その他
  - 『終わりなき負債』 Payment Deferred (1926年)：推理小説
  - 『たった一人の海戦』 Brown on Resolution (1929年)：第一次世界大戦の海戦もの。ただし、海戦描写は薄く、ロマンス、ゲリラ戦闘の分量が多い。
  - 『青銅の巨砲』 The Gun (1933年)：半島戦争を背景とした小説
  - 『アフリカの女王（英語版）』 The African Queen (1935年)：1951年に映画化された。
  - 『鬼将軍』 The General (1936年)：第一次世界大戦を背景とした小説
  - 『非情の楽園』The Earthly Paradise (1940年)：コロンブスの三度目の航海を背景にした歴史小説
  - 『巡洋艦アルテミス』 The Ship (1943年)：第二次世界大戦の海戦もの。地中海における、イギリス海軍とイタリア海軍の戦いを描いている。
  - 『駆逐艦キーリング』The Good Shepherd (1955年)：第二次世界大戦を背景とした小説で、大西洋における護送船団対Uボートの戦闘を克明に描いている。2020年に Apple TV+ において『グレイハウンド』として映画化された。
  - 『決断 - ビスマルク号最後の9日間』 The Last Nine Days of the Bismarck (1959年)：海戦もの。『ビスマルク号を撃沈せよ!』として映画化された。